# Jutta Winkelmann

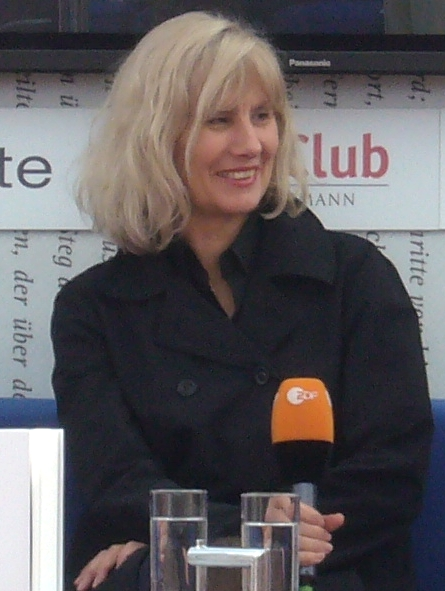
Jutta Winkelmann 2008 auf dem blauen Sofa

Jutta Winkelmann, geb. Schmidt (* 3. April 1949 in Kassel; † 23. Februar 2017 in München) war eine deutsche Regisseurin, Fotografin, Drehbuchautorin, Schauspielerin  und Schriftstellerin. Ebenso wie ihre Zwillingsschwester Gisela Getty wurde sie als Vertreterin der 68er-Bewegung bekannt.

## Leben

### Kasseler Filmkollektiv, Berlin, Rom
Bis 1967 besuchte sie in Kassel die Waldorfschule und studierte danach an der Hochschule für bildende Künste in Kassel zunächst Grafik und anschließend Fotografie bei Floris Michael Neusüss. Gemeinsam mit ihrer Zwillingsschwester Gisela Schmidt, dem Filmemacher Adolf Winkelmann und Gerhard Büttenbender gründete sie 1968 in Kassel das Kasseler Filmkollektiv. 1972 heiratete Jutta Schmidt Adolf Winkelmann und ging mit ihrer Schwester nach Berlin, um sich der Kommune 1 um Rainer Langhans anzuschließen. 
Im Frühling 1972 folgte sie ihrer Zwillingsschwester Gisela und deren Freund, dem Schauspieler Rolf Zacher, nach Rom. Dort lernte sie den Opium anbauenden Bommi Baumann kennen. Der italienische Produzent Carlo Ponti bot ihr und ihrer Zwillingsschwester einen Fünfjahresfilmvertrag an, den sie jedoch ablehnte. Statt für das Kino entschied sich Jutta Winkelmann für das Leben, „das war noch fantastischer“. Federico Fellini hatte die „Zwillinge aus Deutschland“ für einen Film gecastet. Die Rollen bekamen sie nicht, weil sie kein Telefon besaßen – da sie nur ihre Freiheit haben wollten. Jutta Winkelmann wollte ein Leben führen, das so spannend war, dass sie am Ende ein Buch darüber schreiben konnte.
Als der Enkel des amerikanischen Multimillionärs J. Paul Getty, John Paul Getty III 1973 entführt wurde, den ihre Schwester Gisela im gleichen Jahr in Italien kennengelernt hatte, wurden die Zwillingsschwestern vorübergehend als Tatverdächtige inhaftiert. 1974 heiratete ihre Schwester John Paul Getty III. Der aus dieser Ehe stammende Schauspieler Balthazar Getty (* 22. Januar 1975) ist ihr Neffe. 
Nachdem ihre Zwillingsschwester mit deren Ehemann 1974 nach Los Angeles gezogen war, besuchte Jutta Winkelmann einige Semester die Schauspielschule sowie die Hochschule für Fernsehen und Film in München. Sie wandte sich in dieser Zeit dem Buddhismus zu.  Jutta Winkelmann spielte in dem 1974 gefilmten satirischen Spielfilm In Gefahr und größter Not bringt der Mittelweg den Tod von Alexander Kluge und Edgar Reitz eine Hauptrolle. 
Zusammen mit ihrer Zwillingsschwester Gisela Getty bildete Jutta Winkelmann das It-Girl-Paar der deutschen 68er-Bewegung, wobei es ihr mehr darum ging, sich selbst zu verändern als die Gesellschaft.

### Gründung des Harem
Jutta Winkelmann gründete 1976 gemeinsam mit Rainer Langhans, der Fotografin Anna Werner und dem Fotomodell Brigitte Streubel in München den „Harem“, eine überwiegend spirituell ausgerichtete Lebensgemeinschaft um Langhans, zu der 1978 auch Christa Ritter und 1991 Jutta Winkelmanns Zwillingsschwester Gisela Getty hinzustießen.

### Dokumentation über Timothy Leary
In Los Angeles lernten die Zwillingsschwestern Timothy Leary kennen. Der Harvard-Dozent Timothy Leary widmete sich vor allem der Erforschung psychedelischer Drogen. In den 1990er Jahren wurde der Umgang mit dem Tabuthema Tod zu seinem neuen Forschungsgebiet. Die Zwillingsschwestern und Filmemacherinnen Gisela Getty und Jutta Winkelmann begleiteten ihn dokumentarfilmerisch bei dem Umgang mit seinem nahenden Tod 1994.

### Literarische Tätigkeit
Jutta Winkelmann, Gisela Getty und Jamal Tuschick schrieben Die Zwillinge oder Vom Versuch, Geld und Geist zu küssen.  Erzählt wird die Lebensgeschichte der beiden Zwillingsschwestern in der 68er-Generation. Das Buch stieß zwar auf schlechte Kritiken, der Rezensent der NZZ bezeichnete es als „historisches Dokument eines verblendeten Narzissmus“ und als „eitle[s], selbstgefällige[s] Buch“. Matthias Matussek schrieb jedoch im Spiegel: „Ein teuflischer Cocktail aus Drogendelirien, Gangster-Irrsinn und Sex in Künstlerbetten.“ und „Die Zwillinge haben ein sexuelles Gangstertum, ein sadomasochistisches Raffinement, das auch auf den zweiten Blick noch spannend bleibt.“
Das 2013 gemeinsam mit ihrer Schwester Gisela Getty verfasste Buchprojekt Unter dem Cherrytree wird in einer Rezension der Tageszeitung Die Welt als „eine Privatmythologie […], halb japanischer Manga, halb indische Mythologie, Apokalypse und ewig rollendes Lebensrad“ beschrieben.

### Die letzten Jahre in München
2014 machte Jutta Winkelmann ihre Erkrankung an Knochenmetastasen eines zurückliegenden Brustkrebses öffentlich. Ihren Kampf gegen den Krebs dokumentierte Winkelmann in dem Ende 2016 erschienenen Buch Mein Leben ohne mich. Der letzte Eintrag in ihrem Blog trägt den Titel no haiku und beginnt mit „lange werde ich hier nicht mehr sein / möglich, sagt mein gott / wahrscheinlich, denke ich“.
Die Mutter eines Sohns und einer Tochter lebte als Regisseurin, Fotografin und Autorin in München-Schwabing.

## Werke
- Kidnapping Paul. Die Geschichte einer Entführung (gemeinsam mit Gisela Getty), weissbooks.w, Frankfurt am Main 2018, ISBN 978-3-86337-125-8.
- Mein Leben ohne mich, weissbooks.w, Frankfurt am Main 2016, ISBN 978-3-86337-112-8.
- Unter dem Cherrytree (gem. mit Gisela Getty), BoD Norderstedt, Edition Bildstein, Leipzig, Dresden 2013, ISBN 978-3-7322-4630-4.
- Die Zwillinge oder Vom Versuch, Geld und Geist zu küssen, (gem. mit Gisela Getty und Jamal Tuschick), weissbooks.w, Frankfurt am Main 2008, ISBN 978-3-940888-01-3.
- Living in freedom, (Bildtonträger, Film), Kamphausen, Bielefeld 2000, ISBN 3-933496-47-0.
- Das Harem-Experiment: Begegnungen mit Rainer Langhans, dem letzten APOnauten, Heyne-Verlag, München 1999, ISBN 978-3-453-13284-9.
- Future-Sex (gem. mit Gisela Getty), Metropolitan-Verlag, Düsseldorf/München 1996, ISBN 3-89623-017-4.

## Ausstellungen
- The Twins: A visual journey by Gisela Getty & Jutta Winkelmann. Deichtorhallen, Hamburg, 2011.[10]